# 小行星2973
小行星2973（2973 Paola）是一颗围绕太阳公转的小行星。1951年1月10日，西維恩·阿蘭德在于克勒发现了此天体。
該小行星以比利時王后保拉命名。
这颗小行星的绝对星等为90.37737738772709等。